# Дмитрев, Александр Дмитриевич
Александр Дмитриевич Дмитрев (род.23 ноября 1888 Киев - 05 октября 1964 Ростов-на-Дону) советский российский историк, доктор исторических наук (1950), профессор (1951) исследователь истории Рима.

## биография
Родился в Киеве. Окончил Киевскую духовную академию 1912 г.  Сразу начал работать в Русском археологическом институте в Стамбуле, прикратил работу после начала мировой войны. Работал под руководством Федора Успенского. По его рекомендации начал преподавать в школах Одессы с 1914 по 1922 года. После чего вернулся в Киев. В 1929 году начал работать в Академии наук Советской Украины (отдел истории Византии). В 1936 году стал заведующим кафедрой истории древнего мира Сталинградского педагогического института. В 1945 начал преподавать в Ростовском университете, с 1947 по 1961 год работал в Черновицком университете.Защитил кандидатскую диссертацию на тему: История революционного движения в Римской Галии в городе Бугуруслан. В 1950 году защитил докторскую диссертацию на тему Социальные движения в Римской империи в связи с нашествием варваров Умер 1964 года в Ростове-на-Дону